# カナダフィギュアスケート選手権
カナダフィギュアスケート選手権（カナダフィギュアスケートせんしゅけん、Canadian Figure Skating Championships）は、カナダのフィギュアスケート競技会。

## 概要

### 歴史
1905年に男女シングルおよびペアの競技会が開始される。第一次世界大戦、第二次世界大戦による未開催を挟み、1947年からアイスダンスも加えて現在に至る。2004年までは6.0満点の旧採点方式で争われたが、2005年より新採点方式を導入した。

### 競技
シニアクラス、ジュニアクラスの2クラスに分かれ、男女シングル、ペア、アイスダンスの4種目で行われる。冬季オリンピック、世界選手権、四大陸選手権および世界ジュニア選手権のカナダ代表選考も兼ねているため、非常に重要な意味を持つ大会となっている。

### 予選と本選
カナダスケート連盟が主催する競技会には、大きく分けて以下のクラスがある。
- シニア
- ジュニア
- ノービス
- プレ・ノービス
- ジュブナイル

上記のノービスクラス以下は年齢と技術テストによる区分である。ジュニアクラスとシニアクラスには年齢制限がなく、技術テストのみにより出場者が分けられている。
おおよそ州の区分に相当する13のセクション（ただしオンタリオ州は4つのセクションに分かれる）で予選が行われる。シニアクラスでは、各セクションの上位選手と予選免除者が本選となるカナダフィギュアスケート選手権へ出場することができる。ジュニアクラス、ノービスクラスおよびプレノービスクラスでは各セクションの上位選手が、2次予選にあたる東西の地区選手権（英語: Eastern Challenge competitions 及び Western Challenge competitions）へと進む。両地区選手権の上位選手が本選へ出場することができる。ジュブナイルクラスでは、各セクションの上位選手が本選へ出場することができる。
なお本選がカナダフィギュアスケート選手権となるクラスはシーズンによって異なり、2000-2001シーズンから開催されているカナダジュニアフィギュアスケート選手権が本選となるクラスもある。2008-2009年シーズンまではノービスクラス以下、2009-2010年シーズンはシニアクラス以外の全てのクラスでカナダジュニアフィギュアスケート選手権が本選となった。1999-2000シーズンまではカナダフィギュアスケート選手権でシニア、ジュニア、ノービスのクラスが開催されていた。

## 歴代メダリスト

### 男子シングル
| 年                                   | 開催地                           | 金                               | 銀                               | 銅                               |
| ------------------------------------ | -------------------------------- | -------------------------------- | -------------------------------- | -------------------------------- |
| 1905                                 |                                  | Ormond B. Haycock                |                                  |                                  |
| 1906                                 |                                  | Ormond B. Haycock                |                                  |                                  |
| 1907                                 | 火災事故により未開催             | 火災事故により未開催             | 火災事故により未開催             | 火災事故により未開催             |
| 1908                                 |                                  | Ormond B. Haycock                |                                  |                                  |
| 1909                                 | 未開催                           | 未開催                           | 未開催                           | 未開催                           |
| 1910                                 |                                  | Douglas H. Nelles                |                                  |                                  |
| 1911                                 |                                  | Ormond B. Haycock                | J. Cecil McDougall               |                                  |
| 1912                                 |                                  | Douglas H. Nelles                |                                  |                                  |
| 1913                                 |                                  | Philip Chrysler                  | ノーマン・スコット               |                                  |
| 1914                                 |                                  | ノーマン・スコット               | Philip Chrysler                  |                                  |
| 1915-1919 第一次世界大戦により未開催 |                                  |                                  |                                  |                                  |
| 1920                                 |                                  | ノーマン・スコット               | Duncan Hodgson                   | メルヴィル・ロジャース           |
| 1921                                 |                                  | Duncan Hodgson                   | John Machado                     | メルヴィル・ロジャース           |
| 1922                                 | オタワ                           | Duncan Hodgson                   | メルヴィル・ロジャース           | John Machado                     |
| 1923                                 |                                  | メルヴィル・ロジャース           | John Machado                     |                                  |
| 1924                                 |                                  | John Machado                     | モントゴメリー・ウィルソン       | Norman Gregory                   |
| 1925                                 |                                  | メルヴィル・ロジャース           | John Machado                     |                                  |
| 1926                                 |                                  | メルヴィル・ロジャース           | モントゴメリー・ウィルソン       |                                  |
| 1927                                 |                                  | メルヴィル・ロジャース           | モントゴメリー・ウィルソン       | ジャック・イーストウッド         |
| 1928                                 |                                  | メルヴィル・ロジャース           |                                  |                                  |
| 1929                                 |                                  | モントゴメリー・ウィルソン       | Stewart Reburn                   | ジャック・イーストウッド         |
| 1930                                 |                                  | モントゴメリー・ウィルソン       | Lewis Elkin                      |                                  |
| 1931                                 |                                  | モントゴメリー・ウィルソン       | Stewart Reburn                   | Lewis Elkin                      |
| 1932                                 |                                  | モントゴメリー・ウィルソン       | Guy Owen                         | Hubert Sprott                    |
| 1933                                 |                                  | モントゴメリー・ウィルソン       | Guy Owen                         | Rupert Whitehead                 |
| 1934                                 |                                  | モントゴメリー・ウィルソン       | Guy Owen                         | Rupert Whitehead                 |
| 1935                                 |                                  | モントゴメリー・ウィルソン       | オズボーン・コルソン             | Guy Owen                         |
| 1936                                 |                                  | オズボーン・コルソン             | Wingate Snaith                   | Philip Lee                       |
| 1937                                 |                                  | オズボーン・コルソン             | Wingate Snaith                   | ラルフ・マクリース               |
| 1938                                 |                                  | モントゴメリー・ウィルソン       | ラルフ・マクリース               | Wingate Snaith                   |
| 1939                                 |                                  | モントゴメリー・ウィルソン       | ラルフ・マクリース               | Jack Vigeon                      |
| 1940                                 | オタワ                           | ラルフ・マクリース               | Donald Gilchrist                 | Wingate Snaith                   |
| 1941                                 | モントリオール                   | ラルフ・マクリース               | Donald Gilchrist                 | Jack Vigeon                      |
| 1942                                 | ウィニペグ                       | マイケル・カービー               | Donald Gilchrist                 |                                  |
| 1943-1944 第二次世界大戦により未開催 |                                  |                                  |                                  |                                  |
| 1945                                 | トロント                         | Nigel Stephens                   | Frank Sellers                    |                                  |
| 1946                                 | トロント                         | ラルフ・マクリース               | ノリス・ボーデン                 | ロジャー・ウィクソン             |
| 1947                                 | トロント                         | ノリス・ボーデン                 | ウォーリス・ディーステルマイヤー | Gerrard Blair                    |
| 1948                                 | カルガリー                       | ウォーリス・ディーステルマイヤー | ロジャー・ウィクソン             |                                  |
| 1949                                 | オタワ                           | ロジャー・ウィクソン             | William Lewis                    | Donald Tobin                     |
| 1950                                 | セントキャサリンズ               | ロジャー・ウィクソン             | Donald Tobin                     | William Lewis                    |
| 1951                                 | バンクーバー                     | ピーター・ファーストブルック     | ロジャー・ウィクソン             | William Lewis                    |
| 1952                                 | オシャワ                         | ピーター・ファーストブルック     | William Lewis                    | Peter Dunfield                   |
| 1953                                 | オタワ                           | ピーター・ファーストブルック     | チャールズ・スネーリング         | Peter Dunfield                   |
| 1954                                 | カルガリー                       | チャールズ・スネーリング         | Douglas Court                    | Paul Tatton                      |
| 1955                                 | トロント                         | チャールズ・スネーリング         | Douglas Court                    |                                  |
| 1956                                 | ケンブリッジ                     | チャールズ・スネーリング         | ドナルド・ジャクソン             | Douglas Court                    |
| 1957                                 | ウィニペグ                       | チャールズ・スネーリング         | ドナルド・ジャクソン             | Edward Collins                   |
| 1958                                 | オタワ                           | チャールズ・スネーリング         | ドナルド・ジャクソン             | Edward Collins                   |
| 1959                                 | ルーアン・ノランダ               | ドナルド・ジャクソン             | Edward Collins                   |                                  |
| 1960                                 | レジャイナ                       | ドナルド・ジャクソン             | ドナルド・マクファーソン         | Louis Strong                     |
| 1961                                 | ラシーヌ                         | ドナルド・ジャクソン             | ドナルド・マクファーソン         | Bradley Black                    |
| 1962                                 | トロント                         | ドナルド・ジャクソン             | ドナルド・マクファーソン         | ドナルド・ナイト                 |
| 1963                                 | エドモントン                     | ドナルド・マクファーソン         | ドナルド・ナイト                 | ビル・ニール                     |
| 1964                                 | ノースベイ                       | チャールズ・スネーリング         | ドナルド・ナイト                 | ジェイ・ハンフリー               |
| 1965                                 | カルガリー                       | ドナルド・ナイト                 | チャールズ・スネーリング         | ジェイ・ハンフリー               |
| 1966                                 | ピーターボロ                     | ドナルド・ナイト                 | チャールズ・スネーリング         | ジェイ・ハンフリー               |
| 1967                                 | トロント                         | ドナルド・ナイト                 | ジェイ・ハンフリー               | チャールズ・スネーリング         |
| 1968                                 | バンクーバー                     | ジェイ・ハンフリー               | デヴィッド・マギリヴレイ         | スティーブ・ハッチンソン         |
| 1969                                 | トロント                         | ジェイ・ハンフリー               | デヴィッド・マギリヴレイ         | トーラー・クランストン           |
| 1970                                 | エドモントン                     | デヴィッド・マギリヴレイ         | トーラー・クランストン           | ロン・シェーバー                 |
| 1971                                 | ウィニペグ                       | トーラー・クランストン           | Paul Bonenfant                   | Kenneth Polk                     |
| 1972                                 | ロンドン                         | トーラー・クランストン           | Paul Bonenfant                   | Kenneth Polk                     |
| 1973                                 | バンクーバー                     | トーラー・クランストン           | ロン・シェーバー                 | Robert Rubens                    |
| 1974                                 | モンクトン                       | トーラー・クランストン           | ロン・シェーバー                 | Robert Rubens                    |
| 1975                                 | ケベック                         | トーラー・クランストン           | Robert Rubens                    | スタン・ボホネク                 |
| 1976                                 | ロンドン                         | トーラー・クランストン           | ロン・シェーバー                 | スタン・ボホネク                 |
| 1977                                 | カルガリー                       | ロン・シェーバー                 | ブライアン・ポッカー             | ヴァーン・テイラー               |
| 1978                                 | ビクトリア                       | ブライアン・ポッカー             | ヴァーン・テイラー               | Jim Szabo                        |
| 1979                                 | サンダーベイ                     | ブライアン・ポッカー             | ヴァーン・テイラー               | ゴードン・フォーベス             |
| 1980                                 | キッチナー                       | ブライアン・ポッカー             | ゴードン・フォーベス             | ゲイリー・ベーコン               |
| 1981                                 | ハリファックス                   | ブライアン・オーサー             | ブライアン・ポッカー             | ゴードン・フォーベス             |
| 1982                                 | ブランドン                       | ブライアン・オーサー             | ブライアン・ポッカー             | デニス・コイ                     |
| 1983                                 | モントリオール                   | ブライアン・オーサー             | ゲイリー・ベーコン               | ゴードン・フォーベス             |
| 1984                                 | レジャイナ                       | ブライアン・オーサー             | ゲイリー・ベーコン               | ゴードン・フォーベス             |
| 1985                                 | モンクトン                       | ブライアン・オーサー             | ニール・パターソン               | ゴードン・フォーベス             |
| 1986                                 | ノースベイ                       | ブライアン・オーサー             | ニール・パターソン               | ジェイミー・エグルトン           |
| 1987                                 | オタワ                           | ブライアン・オーサー             | カート・ブラウニング             | マイケル・スリプチュク           |
| 1988                                 | ビクトリア                       | ブライアン・オーサー             | カート・ブラウニング             | ニール・パターソン               |
| 1989                                 | シクティミ                       | カート・ブラウニング             | マイケル・スリプチュク           | Matthew Hall                     |
| 1990                                 | サドバリー                       | カート・ブラウニング             | エルビス・ストイコ               | マイケル・スリプチュク           |
| 1991                                 | サスカトゥーン                   | カート・ブラウニング             | エルビス・ストイコ               | マイケル・スリプチュク           |
| 1992                                 | モンクトン                       | マイケル・スリプチュク           | エルビス・ストイコ               | セバスチャン・ブリテン           |
| 1993                                 | ハミルトン                       | カート・ブラウニング             | エルビス・ストイコ               | マーカス・クリステンセン         |
| 1994                                 | エドモントン                     | エルビス・ストイコ               | カート・ブラウニング             | セバスチャン・ブリテン           |
| 1995                                 | ハリファックス                   | セバスチャン・ブリテン           | マーカス・クリステンセン         | ラビ・ワリア                     |
| 1996                                 | オタワ                           | エルビス・ストイコ               | セバスチャン・ブリテン           | マーカス・クリステンセン         |
| 1997                                 | バンクーバー                     | エルビス・ストイコ               | ジェフリー・ラングドン           | セバスチャン・ブリテン           |
| 1998                                 | ハミルトン                       | エルビス・ストイコ               | エマニュエル・サンデュ           | ジェフリー・ラングドン           |
| 1999                                 | オタワ                           | エルビス・ストイコ               | エマニュエル・サンデュ           | ジャン＝フランソワ・エベール     |
| 2000                                 | カルガリー                       | エルビス・ストイコ               | エマニュエル・サンデュ           | ベン・フェレイラ                 |
| 2001                                 | ウィニペグ                       | エマニュエル・サンデュ           | ジェイソン・デノミー             | ベン・フェレイラ                 |
| 2002                                 | ハミルトン                       | エルビス・ストイコ               | エマニュエル・サンデュ           | ジェフリー・バトル               |
| 2003                                 | サスカトゥーン                   | エマニュエル・サンデュ           | ジェフリー・バトル               | フェドール・アンドレーエフ       |
| 2004                                 | エドモントン                     | エマニュエル・サンデュ           | ベン・フェレイラ                 | ジェフリー・バトル               |
| 2005                                 | ロンドン                         | ジェフリー・バトル               | エマニュエル・サンデュ           | ショーン・ソーヤー               |
| 2006                                 | オタワ                           | ジェフリー・バトル               | エマニュエル・サンデュ           | ショーン・ソーヤー               |
| 2007                                 | ハリファックス                   | ジェフリー・バトル               | クリストファー・メイビー         | エマニュエル・サンデュ           |
| 2008                                 | バンクーバー                     | パトリック・チャン               | ジェフリー・バトル               | ショーン・ソーヤー               |
| 2009                                 | サスカトゥーン                   | パトリック・チャン               | ヴォーン・チピアー               | ジェレミー・テン                 |
| 2010                                 | ロンドン                         | パトリック・チャン               | ヴォーン・チピアー               | ケヴィン・レイノルズ             |
| 2011                                 | ビクトリア                       | パトリック・チャン               | ショーン・ソーヤー               | ジョイ・ラッセル                 |
| 2012                                 | モンクトン                       | パトリック・チャン               | ケヴィン・レイノルズ             | ジェレミー・テン                 |
| 2013                                 | ミシサガ                         | パトリック・チャン               | ケヴィン・レイノルズ             | アンドレイ・ロゴジン             |
| 2014                                 | オタワ                           | パトリック・チャン               | ケヴィン・レイノルズ             | リアム・フィルス                 |
| 2015                                 | キングストン                     | ナム・グエン                     | ジェレミー・テン                 | リアム・フィルス                 |
| 2016                                 | ハリファックス                   | パトリック・チャン               | リアム・フィルス                 | ケヴィン・レイノルズ             |
| 2017                                 | オタワ                           | パトリック・チャン               | ケヴィン・レイノルズ             | ナム・グエン                     |
| 2018                                 | バンクーバー                     | パトリック・チャン               | キーガン・メッシング             | ナム・グエン                     |
| 2019                                 | セントジョン                     | ナム・グエン                     | スティーブン・ゴゴレフ           | キーガン・メッシング             |
| 2020                                 | ミシサガ                         | ローマン・サドフスキー           | ナム・グエン                     | キーガン・メッシング             |
| 2021                                 | COVID-19の世界的大流行により中止 | COVID-19の世界的大流行により中止 | COVID-19の世界的大流行により中止 | COVID-19の世界的大流行により中止 |
| 2022                                 | オタワ                           | キーガン・メッシング             | ローマン・サドフスキー           | ウェスリー・チウ                 |
| 2023                                 | オタワ                           | キーガン・メッシング             | コンラッド・オーゼル             | ウェスリー・チウ                 |
| 2024                                 | カルガリー                       | ウェスリー・チウ                 | アレクサ・レイキック             | アンソニー・パラディ             |
| 2025                                 | ラヴァル                         | ローマン・サドフスキー           | アンソニー・パラディ             | デビッド・リー                   |

### 女子シングル
| 年                                   | 開催地                           | 金                                   | 銀                                   | 銅                                   |
| ------------------------------------ | -------------------------------- | ------------------------------------ | ------------------------------------ | ------------------------------------ |
| 1905                                 |                                  | Anne Ewan                            |                                      |                                      |
| 1906                                 |                                  | Aimee Haycock                        |                                      |                                      |
| 1907                                 | 火災事故により未開催             | 火災事故により未開催                 | 火災事故により未開催                 | 火災事故により未開催                 |
| 1908                                 |                                  | Aimee Haycock                        |                                      |                                      |
| 1909                                 | 未開催                           | 未開催                               | 未開催                               | 未開催                               |
| 1910                                 |                                  | Iris Mudge                           |                                      |                                      |
| 1911                                 |                                  | Lady Evelyn Grey                     |                                      |                                      |
| 1912                                 |                                  | Eleanor Kingsford                    |                                      |                                      |
| 1913                                 |                                  | Eleanor Kingsford                    | ジーン・シェヴァリエ                 |                                      |
| 1914                                 |                                  | Muriel Maunsell                      | ジーン・シェヴァリエ                 |                                      |
| 1915-1919 第一次世界大戦により未開催 |                                  |                                      |                                      |                                      |
| 1920                                 |                                  | ジーン・シェヴァリエ                 | ドロシー・ジェンキンス               | Alden Godwin                         |
| 1921                                 |                                  | ジーン・シェヴァリエ                 | ドロシー・ジェンキンス               | Alden Godwin                         |
| 1922                                 | オタワ                           | ドロシー・ジェンキンス               | Alden Godwin                         | Mrs. John Law                        |
| 1923                                 |                                  | ドロシー・ジェンキンス               | セシル・スミス                       | コンスタンス・ウィルソン＝サミュエル |
| 1924                                 |                                  | コンスタンス・ウィルソン＝サミュエル | Margot Barclay                       | Marjorie Annable                     |
| 1925                                 |                                  | セシル・スミス                       | コンスタンス・ウィルソン＝サミュエル |                                      |
| 1926                                 |                                  | セシル・スミス                       | コンスタンス・ウィルソン＝サミュエル | Mrs. G. C. Secord                    |
| 1927                                 |                                  | コンスタンス・ウィルソン＝サミュエル | セシル・スミス                       | Evelyn Darling                       |
| 1928                                 |                                  | Margot Barclay                       | Marion McDougall                     | Dorothy Benson                       |
| 1929                                 |                                  | コンスタンス・ウィルソン＝サミュエル | セシル・スミス                       | Dorothy Benson                       |
| 1930                                 |                                  | コンスタンス・ウィルソン＝サミュエル | エリザベス・フィッシャー             | Dorothy Benson                       |
| 1931                                 |                                  | コンスタンス・ウィルソン＝サミュエル | セシル・スミス                       | エリザベス・フィッシャー             |
| 1932                                 |                                  | コンスタンス・ウィルソン＝サミュエル | Veronica Clarke                      | エリザベス・フィッシャー             |
| 1933                                 |                                  | コンスタンス・ウィルソン＝サミュエル | セシル・スミス                       | Veronica Clarke                      |
| 1934                                 |                                  | コンスタンス・ウィルソン＝サミュエル | Veronica Clarke                      | Kathleen Lopdell                     |
| 1935                                 |                                  | コンスタンス・ウィルソン＝サミュエル | Veronica Clarke                      | Frances Claudet                      |
| 1936                                 |                                  | エリナー・オメーラ                   | Veronica Clarke                      | Margaret Leslie                      |
| 1937                                 |                                  | Dorothy Caley                        | エリナー・オメーラ                   | Veronica Clarke                      |
| 1938                                 |                                  | エリナー・オメーラ                   | Dorothy Caley                        | Eleanor Wilson                       |
| 1939                                 |                                  | メアリー・ローズ・サッカー           | ノラ・マッカーシー                   | エリナー・オメーラ                   |
| 1940                                 | オタワ                           | ノラ・マッカーシー                   | メアリー・ローズ・サッカー           | エリナー・オメーラ                   |
| 1941                                 | モントリオール                   | メアリー・ローズ・サッカー           | バーバラ・アン・スコット             | ノラ・マッカーシー                   |
| 1942                                 | ウィニペグ                       | メアリー・ローズ・サッカー           | バーバラ・アン・スコット             | Elizabeth McKellar                   |
| 1943                                 | 第二次世界大戦により未開催       | 第二次世界大戦により未開催           | 第二次世界大戦により未開催           | 第二次世界大戦により未開催           |
| 1944                                 | トロント                         | バーバラ・アン・スコット             | マリリン・ルース・テイク             | Nadine Phillips                      |
| 1945                                 | トロント                         | バーバラ・アン・スコット             | マリリン・ルース・テイク             | Gloria Lillico                       |
| 1946                                 | トロント                         | バーバラ・アン・スコット             | マリリン・ルース・テイク             | Nadine Phillips                      |
| 1947                                 | トロント                         | マリリン・ルース・テイク             | Nadine Phillips                      | スザンヌ・モロー                     |
| 1948                                 | カルガリー                       | バーバラ・アン・スコット             | Jeanne Matthews                      | マーリン・スミス                     |
| 1949                                 | オタワ                           | スザンヌ・モロー                     | Patsy Earl                           | Jeanne Matthews                      |
| 1950                                 | セントキャサリンズ               | スザンヌ・モロー                     | マーリン・スミス                     | ヴェラ・スミス                       |
| 1951                                 | バンクーバー                     | スザンヌ・モロー                     | ヴェラ・スミス                       | Jane Kirby                           |
| 1952                                 | オシャワ                         | マーリン・スミス                     | ヴェラ・スミス                       | Elizabeth Gratton                    |
| 1953                                 | オタワ                           | バーバラ・グラットン                 | Dawn Steckley                        | キャロル・ジェーン・パクル           |
| 1954                                 | カルガリー                       | バーバラ・グラットン                 | Sonja Currie                         | ヴェラ・スミス                       |
| 1955                                 | トロント                         | キャロル・ジェーン・パクル           | アン・ジョンストン                   | Joan Shippam                         |
| 1956                                 | ケンブリッジ                     | キャロル・ジェーン・パクル           | アン・ジョンストン                   | Sonja Currie                         |
| 1957                                 | ウィニペグ                       | キャロル・ジェーン・パクル           | Karen Dixon                          | マーガレット・クロスランド           |
| 1958                                 | オタワ                           | マーガレット・クロスランド           | Doreen Lister                        | Sonia Snelling                       |
| 1959                                 | ルーアン・ノランダ               | マーガレット・クロスランド           | Sonia Snelling                       | サンドラ・テュークスベリー           |
| 1960                                 | レジャイナ                       | ウェンディ・グライナー               | シーラ・ケンワーシー                 | Sonia Snelling                       |
| 1961                                 | ラシーヌ                         | ウェンディ・グライナー               | シーラ・ケンワーシー                 | Sonia Snelling                       |
| 1962                                 | トロント                         | ウェンディ・グライナー               | ペトラ・ブルカ                       | シーラ・ケンワーシー                 |
| 1963                                 | エドモントン                     | ウェンディ・グライナー               | ペトラ・ブルカ                       | シーラ・ケンワーシー                 |
| 1964                                 | ノースベイ                       | ペトラ・ブルカ                       | ウェンディ・グライナー               | シーラ・ケンワーシー                 |
| 1965                                 | カルガリー                       | ペトラ・ブルカ                       | バレリー・ジョーンズ                 | Gloria Tatton                        |
| 1966                                 | ピーターボロ                     | ペトラ・ブルカ                       | バレリー・ジョーンズ                 | Roberta Laurent                      |
| 1967                                 | トロント                         | バレリー・ジョーンズ                 | カレン・マグヌセン                   | Roberta Laurent                      |
| 1968                                 | バンクーバー                     | カレン・マグヌセン                   | リンダ・カーボネット                 | リンザイ・コーワン                   |
| 1969                                 | トロント                         | リンダ・カーボネット                 | カレン・マグヌセン                   | キャシー・リー・アーウィン           |
| 1970                                 | エドモントン                     | カレン・マグヌセン                   | キャシー・リー・アーウィン           | Karen Grobba                         |
| 1971                                 | ウィニペグ                       | カレン・マグヌセン                   | Ruth Hutchinson                      | Diane Hall                           |
| 1972                                 | ロンドン                         | カレン・マグヌセン                   | Ruth Hutchinson                      | キャシー・リー・アーウィン           |
| 1973                                 | バンクーバー                     | カレン・マグヌセン                   | キャシー・リー・アーウィン           | リン・ナイチンゲール                 |
| 1974                                 | モンクトン                       | リン・ナイチンゲール                 | バーバラ・ターペニング               | Daria Prychun                        |
| 1975                                 | ケベック                         | リン・ナイチンゲール                 | キム・アレットソン                   | バーバラ・ターペニング               |
| 1976                                 | ロンドン                         | リン・ナイチンゲール                 | キム・アレットソン                   | Susan MacDonald                      |
| 1977                                 | カルガリー                       | リン・ナイチンゲール                 | ヘザー・ケムカラン                   | キム・アレットソン                   |
| 1978                                 | ビクトリア                       | ヘザー・ケムカラン                   | Cathie MacFarlane                    | Peggy McLean                         |
| 1979                                 | サンダーベイ                     | ジャネット・モリッシー               | ヘザー・ケムカラン                   | Deborah Albright                     |
| 1980                                 | キッチナー                       | ヘザー・ケムカラン                   | ジャネット・モリッシー               | トレイシー・ワイマン                 |
| 1981                                 | ハリファックス                   | トレイシー・ワイマン                 | ケイ・トムソン                       | エリザベス・マンリー                 |
| 1982                                 | ブランドン                       | ケイ・トムソン                       | エリザベス・マンリー                 | トレイシー・ワイマン                 |
| 1983                                 | モントリオール                   | ケイ・トムソン                       | シャーリーン・ウォン                 | シンシア・クール                     |
| 1984                                 | レジャイナ                       | ケイ・トムソン                       | エリザベス・マンリー                 | シンシア・クール                     |
| 1985                                 | モンクトン                       | エリザベス・マンリー                 | シンシア・クール                     | シャーリーン・ウォン                 |
| 1986                                 | ノースベイ                       | トレイシー・ワイマン                 | エリザベス・マンリー                 | Patricia Schmidt                     |
| 1987                                 | オタワ                           | エリザベス・マンリー                 | Patricia Schmidt                     | リンダ・フロカヴィッチ               |
| 1988                                 | ビクトリア                       | エリザベス・マンリー                 | シャーリーン・ウォン                 | シャノン・アリソン                   |
| 1989                                 | シクティミ                       | カレン・プレストン                   | シャーリーン・ウォン                 | リサ・サージアント                   |
| 1990                                 | サドバリー                       | リサ・サージアント                   | シャーリーン・ウォン                 | ジョゼ・シュイナール                 |
| 1991                                 | サスカトゥーン                   | ジョゼ・シュイナール                 | リサ・サージアント                   | ターニャ・ビンガート                 |
| 1992                                 | モンクトン                       | カレン・プレストン                   | ジョゼ・シュイナール                 | ターニャ・ビンガート                 |
| 1993                                 | ハミルトン                       | ジョゼ・シュイナール                 | カレン・プレストン                   | スーザン・ハンフリーズ               |
| 1994                                 | エドモントン                     | ジョゼ・シュイナール                 | スーザン・ハンフリーズ               | カレン・プレストン                   |
| 1995                                 | ハリファックス                   | ネッティ・キム                       | ジェニファー・ロビンソン             | スーザン・ハンフリーズ               |
| 1996                                 | オタワ                           | ジェニファー・ロビンソン             | ジョゼ・シュイナール                 | スーザン・ハンフリーズ               |
| 1997                                 | バンクーバー                     | スーザン・ハンフリーズ               | アンジェラ・ドロシー                 | ジェニファー・ロビンソン             |
| 1998                                 | ハミルトン                       | アンジェラ・ドロシー                 | キーラ・オース                       | ジェニファー・ロビンソン             |
| 1999                                 | オタワ                           | ジェニファー・ロビンソン             | アニー・ベルマール                   | アンジェラ・ドロシー                 |
| 2000                                 | カルガリー                       | ジェニファー・ロビンソン             | ミシェル・キュリー                   | アニー・ベルマール                   |
| 2001                                 | ウィニペグ                       | ジェニファー・ロビンソン             | ニコル・ワット                       | アニー・ベルマール                   |
| 2002                                 | ハミルトン                       | ジェニファー・ロビンソン             | アニー・ベルマール                   | ジョアニー・ロシェット               |
| 2003                                 | サスカトゥーン                   | ジェニファー・ロビンソン             | ジョアニー・ロシェット               | アニー・ベルマール                   |
| 2004                                 | エドモントン                     | シンシア・ファヌフ                   | ジョアニー・ロシェット               | ジェニファー・ロビンソン             |
| 2005                                 | ロンドン                         | ジョアニー・ロシェット               | シンシア・ファヌフ                   | ミラ・リャン                         |
| 2006                                 | オタワ                           | ジョアニー・ロシェット               | ミラ・リャン                         | レスリー・ホーカー                   |
| 2007                                 | ハリファックス                   | ジョアニー・ロシェット               | ミラ・リャン                         | レスリー・ホーカー                   |
| 2008                                 | バンクーバー                     | ジョアニー・ロシェット               | ミラ・リャン                         | シンシア・ファヌフ                   |
| 2009                                 | サスカトゥーン                   | ジョアニー・ロシェット               | シンシア・ファヌフ                   | アメリー・ラコステ                   |
| 2010                                 | ロンドン                         | ジョアニー・ロシェット               | シンシア・ファヌフ                   | ミリアン・サムソン                   |
| 2011                                 | ビクトリア                       | シンシア・ファヌフ                   | ミリアン・サムソン                   | アメリー・ラコステ                   |
| 2012                                 | モンクトン                       | アメリー・ラコステ                   | シンシア・ファヌフ                   | ケイトリン・オズモンド               |
| 2013                                 | ミシサガ                         | ケイトリン・オズモンド               | ガブリエル・デールマン               | アレーヌ・シャルトラン               |
| 2014                                 | オタワ                           | ケイトリン・オズモンド               | ガブリエル・デールマン               | アメリー・ラコステ                   |
| 2015                                 | キングストン                     | ガブリエル・デールマン               | アレーヌ・シャルトラン               | ヴェロニク・マレ                     |
| 2016                                 | ハリファックス                   | アレーヌ・シャルトラン               | ガブリエル・デールマン               | ケイトリン・オズモンド               |
| 2017                                 | オタワ                           | ケイトリン・オズモンド               | ガブリエル・デールマン               | アレーヌ・シャルトラン               |
| 2018                                 | バンクーバー                     | ガブリエル・デールマン               | ケイトリン・オズモンド               | ラーキン・オーストマン               |
| 2019                                 | セントジョン                     | アレーヌ・シャルトラン               | オーロラ・コトップ                   | ヴェロニク・マレ                     |
| 2020                                 | ミシサガ                         | エミリー・バウスバック               | アリソン・シューマッハ               | マデリン・シーザス                   |
| 2021                                 | COVID-19の世界的大流行により中止 | COVID-19の世界的大流行により中止     | COVID-19の世界的大流行により中止     | COVID-19の世界的大流行により中止     |
| 2022                                 | オタワ                           | マデリン・シーザス                   | ヴェロニク・マレ                     | ガブリエル・デールマン               |
| 2023                                 | オタワ                           | マデリン・シーザス                   | カイヤ・ロイター                     | フィオナ・ボンバルディ               |
| 2024                                 | カルガリー                       | カイヤ・ロイター                     | マデリン・シーザス                   | ヘティ・シ                           |
| 2025                                 | ラヴァル                         | マデリン・シーザス                   | サラ＝モード・デュピュイ             | キャサリン・メドランド・スペンス     |

### ペア
| 年                                   | 開催地                           | 金                                                                  | 銀                                                                  | 銅                                                                  |
| ------------------------------------ | -------------------------------- | ------------------------------------------------------------------- | ------------------------------------------------------------------- | ------------------------------------------------------------------- |
| 1905                                 |                                  | Katherine Haycock and Ormond Haycock                                |                                                                     |                                                                     |
| 1906                                 |                                  | Katherine Haycock and Ormond Haycock                                |                                                                     |                                                                     |
| 1907                                 | 火災事故により未開催             | 火災事故により未開催                                                | 火災事故により未開催                                                | 火災事故により未開催                                                |
| 1908                                 |                                  | Aimee Haycock and Ormond Haycock                                    |                                                                     |                                                                     |
| 1909                                 | 未開催                           | 未開催                                                              | 未開催                                                              | 未開催                                                              |
| 1910                                 |                                  | Lady Evelyn Grey and Ormond Haycock                                 |                                                                     |                                                                     |
| 1911                                 |                                  | Lady Evelyn Grey and Ormond Haycock                                 | Eleanor Kingsford and Philip Chrysler                               |                                                                     |
| 1912                                 |                                  | Eleanor Kingsford and Douglas Nelles                                |                                                                     |                                                                     |
| 1913                                 |                                  | Muriel Burrows and Gordon McLennan                                  | ノーマン・スコット and ジーン・シェヴァリエ                         |                                                                     |
| 1914                                 |                                  | ノーマン・スコット and ジーン・シェヴァリエ                         | Muriel Burrows and Gordon McLennan                                  |                                                                     |
| 1915-1919 第一次世界大戦により未開催 |                                  |                                                                     |                                                                     |                                                                     |
| 1920                                 |                                  | Alden Godwin and Douglas Nelles                                     | Beatrice McDougall and Allan Howard                                 |                                                                     |
| 1921                                 |                                  | Beatrice McDougall and Allan Howard                                 | ドロシー・ジェンキンス and C. J. Allan                              |                                                                     |
| 1922                                 | オタワ                           | Alden Godwin and A. G. McLennan                                     | Jeanette Rathbun and メルヴィル・ロジャース                         | D. F. Secord and Douglas Nelles                                     |
| 1923                                 |                                  | Marjorie Anable and Duncan Hodgson                                  | ドロシー・ジェンキンス and A. G. McLennan                           | セシル・スミス and メルヴィル・ロジャース                           |
| 1924                                 |                                  | Elizabeth Blair and John Machado                                    | Margot Barclay and Norman Gregory                                   | Evelyn Darling and Hugh Tarbox                                      |
| 1925                                 |                                  | Gladys Rogers and メルヴィル・ロジャース                            | Elizabeth Machado and John Machado                                  |                                                                     |
| 1926                                 |                                  | コンスタンス・ウィルソン＝サミュエル and Errol Morson               | Marion McDougall and Chauncey Bangs                                 | Isabel Blythe and メルヴィル・ロジャース                            |
| 1927                                 |                                  | Marion McDougall and Chauncey Bangs                                 | コンスタンス・ウィルソン＝サミュエル and モントゴメリー・ウィルソン | Elizabeth Machado and John Machado                                  |
| 1928                                 |                                  | Marion McDougall and Chauncey Bangs                                 | Gladys Rogers and メルヴィル・ロジャース                            | Veronica Clarke and Stewart Reburn                                  |
| 1929                                 |                                  | コンスタンス・ウィルソン＝サミュエル and モントゴメリー・ウィルソン | Maude Smith and ジャック・イーストウッド                            | Gladys Rogers and メルヴィル・ロジャース                            |
| 1930                                 |                                  | コンスタンス・ウィルソン＝サミュエル and モントゴメリー・ウィルソン | Margaret Winks and Lewis Elkin                                      |                                                                     |
| 1931                                 |                                  | Chauncey Bangs and Frances Claudet                                  | コンスタンス・ウィルソン＝サミュエル and モントゴメリー・ウィルソン | セシル・スミス and Stewart Reburn                                   |
| 1932                                 |                                  | コンスタンス・ウィルソン＝サミュエル and モントゴメリー・ウィルソン | Frances Claudet and Chauncey Bangs                                  | Maude Smith and ジャック・イーストウッド                            |
| 1933                                 |                                  | コンスタンス・ウィルソン＝サミュエル and モントゴメリー・ウィルソン | Maude Smith and ジャック・イーストウッド                            | Kathleen Lopdell and Donald Cruikshank                              |
| 1934                                 |                                  | コンスタンス・ウィルソン＝サミュエル and モントゴメリー・ウィルソン | Louise Bertram and Stewart Reburn                                   | Maude Smith and ジャック・イーストウッド                            |
| 1935                                 |                                  | Louise Bertram and Stewart Reburn                                   | Audrey Garland and Fraser Sweatman                                  | コンスタンス・ウィルソン＝サミュエル and モントゴメリー・ウィルソン |
| 1936                                 |                                  | Veronica Clarke and ラルフ・マクリース                              | Aidrie Cruikshank and Donald Cruikshank                             | Mary Jane Halsted and オズボーン・コルソン                          |
| 1937                                 |                                  | Veronica Clarke and ラルフ・マクリース                              | Aidrie Cruikshank and Donald Cruikshank                             | Mary Jane Halsted and ジャック・イーストウッド                      |
| 1938                                 |                                  | Veronica Clarke and ラルフ・マクリース                              | Patricia Chown and Philip Lee                                       | G. M. Black and Jack Kilgour                                        |
| 1939                                 |                                  | ノラ・マッカーシー and ラルフ・マクリース                           | Aidrie Cruikshank and Donald Cruikshank                             | Kathleen Lopdell and Peter Chance                                   |
| 1940                                 | オタワ                           | ノラ・マッカーシー and ラルフ・マクリース                           | Christine Newson and Sandy McKechnie                                | エリナー・オメーラ and Donald Gilchrist                             |
| 1941                                 | モントリオール                   | エリナー・オメーラ and ラルフ・マクリース                           | ノラ・マッカーシー and Sandy McKechnie                              |                                                                     |
| 1942                                 | ウィニペグ                       | エリナー・オメーラ and Sandy McKechnie                              | フロライン・デュシャルム and ウォーリス・ディーステルマイヤー       |                                                                     |
| 1943-1944 第二次世界大戦により未開催 |                                  |                                                                     |                                                                     |                                                                     |
| 1945                                 | トロント                         | Olga Bernyk and Alex Fulton                                         | Sheila Smith and Ross Smith                                         |                                                                     |
| 1946                                 | トロント                         | ジョイス・パーキンス and ウォーリス・ディーステルマイヤー           | スザンヌ・モロー and ノリス・ボーデン                               |                                                                     |
| 1947                                 | トロント                         | スザンヌ・モロー and ウォーリス・ディーステルマイヤー               | Margaret Roberts and Bruce Hyland                                   |                                                                     |
| 1948                                 | カルガリー                       | スザンヌ・モロー and ウォーリス・ディーステルマイヤー               | Sheila Smith and Ross Smith                                         |                                                                     |
| 1949                                 | オタワ                           | マーリン・スミス and Donald Gilchrist                               | Pearle Simmers and David Spalding                                   | ジョイス・パーキンス and Bruce Hyland                               |
| 1950                                 | セントキャサリンズ               | マーリン・スミス and Donald Gilchrist                               |                                                                     |                                                                     |
| 1951                                 | バンクーバー                     | Jane Kirby and Donald Tobin                                         | フランセス・ダフォ and ノリス・ボーデン                             | Gayle Wakely and David Spalding                                     |
| 1952                                 | オシャワ                         | フランセス・ダフォ and ノリス・ボーデン                             | Audrey Downie and Brian Power                                       |                                                                     |
| 1953                                 | オタワ                           | フランセス・ダフォ and ノリス・ボーデン                             | Dawn Steckley and David Lowery                                      |                                                                     |
| 1954                                 | カルガリー                       | フランセス・ダフォ and ノリス・ボーデン                             | Audrey Downie and Brian Power                                       | Dawn Steckley and David Lowery                                      |
| 1955                                 | トロント                         | フランセス・ダフォ and ノリス・ボーデン                             | バーバラ・ワグナー and ロバート・ポール                             | Audrey Downie and Brian Power                                       |
| 1956                                 | ケンブリッジ                     | バーバラ・ワグナー and ロバート・ポール                             | マリア・ジェリネク and オットー・ジェリネク                         | Dianne Neilson and Edwin Cossitt                                    |
| 1957                                 | ウィニペグ                       | バーバラ・ワグナー and ロバート・ポール                             | マリア・ジェリネク and オットー・ジェリネク                         | Barbara Bourne and Thomas Monypenny                                 |
| 1958                                 | オタワ                           | バーバラ・ワグナー and ロバート・ポール                             | マリア・ジェリネク and オットー・ジェリネク                         |                                                                     |
| 1959                                 | ルーアン・ノランダ               | バーバラ・ワグナー and ロバート・ポール                             | Jane Sinclair and Larry Rost                                        | Lise Petit and Ian Knight                                           |
| 1960                                 | レジャイナ                       | バーバラ・ワグナー and ロバート・ポール                             | マリア・ジェリネク and オットー・ジェリネク                         | デビー・ウィルクス and ギー・レベル                                 |
| 1961                                 | ラシーヌ                         | マリア・ジェリネク and オットー・ジェリネク                         | Gertrude Desjardins and Maurice Lafrance                            | デビー・ウィルクス and ギー・レベル                                 |
| 1962                                 | トロント                         | マリア・ジェリネク and オットー・ジェリネク                         | Gertrude Desjardins and Maurice Lafrance                            | デビー・ウィルクス and ギー・レベル                                 |
| 1963                                 | エドモントン                     | デビー・ウィルクス and ギー・レベル                                 | Gertrude Desjardins and Maurice Lafrance                            | Linda Ann Ward and Neil Carpenter                                   |
| 1964                                 | ノースベイ                       | デビー・ウィルクス and ギー・レベル                                 | Linda Ann Ward and Neil Carpenter                                   | Faye Strutt and Jim Watters                                         |
| 1965                                 | カルガリー                       | Susan Huehnergard and Paul Huehnergard                              | Alexis Shields and Chris Shields                                    | Faye Strutt and Jim Watters                                         |
| 1966                                 | ピーターボロ                     | Susan Huehnergard and Paul Huehnergard                              | Alexis Shields and Chris Shields                                    | Bette McKilligan and John McKilligan                                |
| 1967                                 | トロント                         | Betty McKilligan and John McKilligan                                | Alexis Shields and Chris Shields                                    | Anna Forder and Richard Stephens                                    |
| 1968                                 | バンクーバー                     | Betty McKilligan and John McKilligan                                | Anna Forder and Richard Stephens                                    | Alexis Shields and Chris Shields                                    |
| 1969                                 | トロント                         | Anna Forder and Richard Stehens                                     | Mary Petrie and Robert McAvoy                                       | サンドラ・ベジック and ヴァル・ベジック                             |
| 1970                                 | エドモントン                     | サンドラ・ベジック and ヴァル・ベジック                             | Mary Petrie and Robert McAvoy                                       | -                                                                   |
| 1971                                 | ウィニペグ                       | サンドラ・ベジック and ヴァル・ベジック                             | Mary Petrie and John Hubbell                                        | Marian Murray and Glenn Moore                                       |
| 1972                                 | ロンドン                         | サンドラ・ベジック and ヴァル・ベジック                             | Mary Petrie and John Hubbell                                        | Marian Murray and Glenn Moore                                       |
| 1973                                 | バンクーバー                     | サンドラ・ベジック and ヴァル・ベジック                             | Marian Murray and Glenn Moore                                       | Linda Tasker and Allen Carson                                       |
| 1974                                 | モンクトン                       | サンドラ・ベジック and ヴァル・ベジック                             | Marian Murray and Glenn Moore                                       | Kathy Hutchinson and Jamie McGrigor                                 |
| 1975                                 | ケベック                         | Candy Jones and Don Fraser                                          | Kathy Hutchinson and Jamie McGrigor                                 | Christine McBeth and Dennis Johnston                                |
| 1976                                 | ロンドン                         | Candy Jones and Don Fraser                                          | Cheri Pinner and Dennis Pinner                                      | Karen Newton and Glenn Laframboise                                  |
| 1977                                 | カルガリー                       | Cheri Pinner and Dennis Pinner                                      | Janet Hominuke and Mark Hominuke                                    | -                                                                   |
| 1978                                 | ビクトリア                       | シェリー・バイアー and ロビン・コーワン                             | Lee-Ann Jackson and ポール・ミルズ                                  | Susan Gowan and Eric Thomsen                                        |
| 1979                                 | サンダーベイ                     | バーバラ・アンダーヒル and ポール・マルティーニ                     | Susan Gowan and Eric Thomsen                                        | Lee-Ann Jackson and Bernard Souche                                  |
| 1980                                 | キッチナー                       | バーバラ・アンダーヒル and ポール・マルティーニ                     | Lorrie Baier and ロイド・アイスラー                                 | Becky Gough and マーク・ラウゾン                                    |
| 1981                                 | ハリファックス                   | バーバラ・アンダーヒル and ポール・マルティーニ                     | Lorrie Baier and ロイド・アイスラー                                 | Becky Gough and マーク・ラウゾン                                    |
| 1982                                 | ブランドン                       | バーバラ・アンダーヒル and ポール・マルティーニ                     | Lorrie Baier and ロイド・アイスラー                                 | Becky Gough and マーク・ラウゾン                                    |
| 1983                                 | モントリオール                   | バーバラ・アンダーヒル and ポール・マルティーニ                     | シンシア・クール and マーク・ラウゾン                               | カタリーナ・マトウセク and ロイド・アイスラー                       |
| 1984                                 | レジャイナ                       | カタリーナ・マトウセク and ロイド・アイスラー                       | Melinda Kunhegyi and リンドン・ジョンストン                         | シンシア・クール and マーク・ラウゾン                               |
| 1985                                 | モンクトン                       | シンシア・クール and マーク・ラウゾン                               | Melinda Kunhegyi and リンドン・ジョンストン                         | クリスティン・ハフ and ダグ・ラドレ                                 |
| 1986                                 | ノースベイ                       | シンシア・クール and マーク・ラウゾン                               | デニス・ベニング and リンドン・ジョンストン                         | Karen Westby and ロイド・アイスラー                                 |
| 1987                                 | オタワ                           | シンシア・クール and マーク・ラウゾン                               | デニス・ベニング and リンドン・ジョンストン                         | クリスティン・ハフ and ダグ・ラドレ                                 |
| 1988                                 | ビクトリア                       | クリスティン・ハフ and ダグ・ラドレ                                 | イザベル・ブラスール and ロイド・アイスラー                         | デニス・ベニング and リンドン・ジョンストン                         |
| 1989                                 | シクティミ                       | イザベル・ブラスール and ロイド・アイスラー                         | シンディー・ランドリー and リンドン・ジョンストン                   | クリスティン・ハフ and ダグ・ラドレ                                 |
| 1990                                 | サドバリー                       | シンディー・ランドリー and リンドン・ジョンストン                   | クリスティン・ハフ and ダグ・ラドレ                                 | イザベル・ブラスール and ロイド・アイスラー                         |
| 1991                                 | サスカトゥーン                   | イザベル・ブラスール and ロイド・アイスラー                         | クリスティン・ハフ and ダグ・ラドレ                                 | Stacey Ball and Jean-Michel Bombardier                              |
| 1992                                 | モンクトン                       | イザベル・ブラスール and ロイド・アイスラー                         | クリスティン・ハフ and ダグ・ラドレ                                 | シェリー・ボール and クリス・ウィルツ                               |
| 1993                                 | ハミルトン                       | イザベル・ブラスール and ロイド・アイスラー                         | Michelle Menzies and Jean-Michel Bombardier                         | Jodeyne Higgins and Sean Rice                                       |
| 1994                                 | エドモントン                     | イザベル・ブラスール and ロイド・アイスラー                         | クリスティ・サージアント and クリス・ウィルツ                       | ジェイミー・サレー and Jason Turner                                 |
| 1995                                 | ハリファックス                   | Marie-Claude Savard-Gagnon and Luc Bradet                           | Allison Gaylor and デヴィッド・ペルティエ                           | Jodeyne Higgins and Sean Rice                                       |
| 1996                                 | オタワ                           | Michelle Menzies and Jean-Michel Bombardier                         | クリスティ・サージアント and クリス・ウィルツ                       | Marie-Claude Savard-Gagnon and Luc Bradet                           |
| 1997                                 | バンクーバー                     | Marie-Claude Savard-Gagnon and Luc Bradet                           | クリスティ・サージアント and クリス・ウィルツ                       | Michelle Menzies and Jean-Michel Bombardier                         |
| 1998                                 | ハミルトン                       | クリスティ・サージアント and クリス・ウィルツ                       | Marie-Claude Savard-Gagnon and Luc Bradet                           | ヴァレリー・サウレー and ジャン＝セバスチャン・フェクトー           |
| 1999                                 | オタワ                           | クリスティ・サージアント and クリス・ウィルツ                       | ジェイミー・サレー and デヴィッド・ペルティエ                       | ヴァレリー・サウレー and ジャン＝セバスチャン・フェクトー           |
| 2000                                 | カルガリー                       | ジェイミー・サレー and デヴィッド・ペルティエ                       | クリスティ・サージアント and クリス・ウィルツ                       | ヴァレリー・サウレー and ジャン＝セバスチャン・フェクトー           |
| 2001                                 | ウィニペグ                       | ジェイミー・サレー and デヴィッド・ペルティエ                       | クリスティ・サージアント and クリス・ウィルツ                       | アナベル・ラングロワ and パトリス・アルケット                       |
| 2002                                 | ハミルトン                       | ジェイミー・サレー and デヴィッド・ペルティエ                       | Jacinthe Lariviere and Lenny Faustino                               | アナベル・ラングロワ and パトリス・アルケット                       |
| 2003                                 | サスカトゥーン                   | Jacinthe Lariviere and Lenny Faustino                               | アナベル・ラングロワ and パトリス・アルケット                       | エリザベス・パットナム and ショーン・ウィルツ                       |
| 2004                                 | エドモントン                     | ヴァレリー・マルコー and クレイグ・ブンタン                         | アナベル・ラングロワ and パトリス・アルケット                       | エリザベス・パットナム and ショーン・ウィルツ                       |
| 2005                                 | ロンドン                         | ヴァレリー・マルコー and クレイグ・ブンタン                         | 若松詩子 and ジャン＝セバスチャン・フェクトー                       | アナベル・ラングロワ and パトリス・アルケット                       |
| 2006                                 | オタワ                           | ヴァレリー・マルコー and クレイグ・ブンタン                         | ジェシカ・デュベ and ブライス・デイヴィソン                         | 若松詩子 and ジャン＝セバスチャン・フェクトー                       |
| 2007                                 | ハリファックス                   | ジェシカ・デュベ and ブライス・デイヴィソン                         | ヴァレリー・マルコー and クレイグ・ブンタン                         | アナベル・ラングロワ and コディ・ヘイ                               |
| 2008                                 | バンクーバー                     | アナベル・ラングロワ and コディ・ヘイ                               | ジェシカ・デュベ and ブライス・デイヴィソン                         | メーガン・デュハメル and クレイグ・ブンタン                         |
| 2009                                 | サスカトゥーン                   | ジェシカ・デュベ and ブライス・デイヴィソン                         | メーガン・デュハメル and クレイグ・ブンタン                         | ミレーヌ・ブロデューア and ジョン・マッタータル                     |
| 2010                                 | ロンドン                         | ジェシカ・デュベ and ブライス・デイヴィソン                         | アナベル・ラングロワ and コディ・ヘイ                               | メーガン・デュハメル and クレイグ・ブンタン                         |
| 2011                                 | ビクトリア                       | カーステン・ムーア＝タワーズ and ディラン・モスコビッチ             | メーガン・デュハメル and エリック・ラドフォード                     | ペイジ・ローレンス and ルディ・スウィガース                         |
| 2012                                 | モンクトン                       | メーガン・デュハメル and エリック・ラドフォード                     | ジェシカ・デュベ and セバスチャン・ウォルフ                         | ペイジ・ローレンス and ルディ・スウィガース                         |
| 2013                                 | ミシサガ                         | メーガン・デュハメル and エリック・ラドフォード                     | カーステン・ムーア＝タワーズ and ディラン・モスコビッチ             | ペイジ・ローレンス and ルディ・スウィガース                         |
| 2014                                 | オタワ                           | メーガン・デュハメル and エリック・ラドフォード                     | カーステン・ムーア＝タワーズ and ディラン・モスコビッチ             | ペイジ・ローレンス and ルディ・スウィガース                         |
| 2015                                 | キングストン                     | メーガン・デュハメル and エリック・ラドフォード                     | リュボーフィ・イリュシェチキナ and ディラン・モスコビッチ           | ジュリアン・セガン and シャルリ・ビロドー                           |
| 2016                                 | ハリファックス                   | メーガン・デュハメル and エリック・ラドフォード                     | ジュリアン・セガン and シャルリ・ビロドー                           | リュボーフィ・イリュシェチキナ and ディラン・モスコビッチ           |
| 2017                                 | オタワ                           | メーガン・デュハメル and エリック・ラドフォード                     | リュボーフィ・イリュシェチキナ and ディラン・モスコビッチ           | カーステン・ムーア＝タワーズ and マイケル・マリナロ                 |
| 2018                                 | バンクーバー                     | メーガン・デュハメル and エリック・ラドフォード                     | ジュリアン・セガン and シャルリ・ビロドー                           | カーステン・ムーア＝タワーズ and マイケル・マリナロ                 |
| 2019                                 | セントジョン                     | カーステン・ムーア＝タワーズ and マイケル・マリナロ                 | イブリン・ウォルシュ and トレント・ミショー                         | カミーユ・ルーエ and アンドリュー・ウルフ                           |
| 2020                                 | ミシサガ                         | カーステン・ムーア＝タワーズ and マイケル・マリナロ                 | イブリン・ウォルシュ and トレント・ミショー                         | リュボーフィ・イリュシェチキナ and シャルリ・ビロドー               |
| 2021                                 | COVID-19の世界的大流行により中止 | COVID-19の世界的大流行により中止                                    | COVID-19の世界的大流行により中止                                    | COVID-19の世界的大流行により中止                                    |
| 2022                                 | オタワ                           | カーステン・ムーア＝タワーズ and マイケル・マリナロ                 | イブリン・ウォルシュ and トレント・ミショー                         | ディアナ・ステラート and マキシム・デシャン                         |
| 2023                                 | オタワ                           | ディアナ・ステラート・デュデク and マキシム・デシャン               | ブルック・マッキントッシュ and ベンジャミン・ミマール               | リア・ペレイラ and トレント・ミショー                               |
| 2024                                 | カルガリー                       | ディアナ・ステラート・デュデク and マキシム・デシャン               | リア・ペレイラ and トレント・ミショー                               | ケリー・アン・ラウリン and ルカ・エティエ                           |
| 2025                                 | ラヴァル                         | ディアナ・ステラート・デュデク and マキシム・デシャン               | リア・ペレイラ and トレント・ミショー                               | ケリー・アン・ラウリン and ルカ・エティエ                           |

### アイスダンス
| 年   | 開催地                           | 金                                                        | 銀                                                        | 銅                                                            |
| ---- | -------------------------------- | --------------------------------------------------------- | --------------------------------------------------------- | ------------------------------------------------------------- |
| 1947 | トロント                         | Margaret Roberts and Bruce Hyland                         | ジョイス・パーキンス and William de Nance, Jr.            | Marnie Brereton and Richard McLaughlin                        |
| 1948 | カルガリー                       | スザンヌ・モロー and ウォーリス・ディーステルマイヤー     | Joy Forsyth and Donald Taylor                             |                                                               |
| 1949 | オタワ                           | ジョイス・パーキンス and Bruce Hyland                     | Pierrette Paquin and Donald Tobin                         | Joy Forsyth and Donald Vincent                                |
| 1950 | セントキャサリンズ               | Pierrette Paquin and Donald Tobin                         | Joy Forsyth and William de Nance                          | フランセス・ダフォ and ノリス・ボーデン                       |
| 1951 | バンクーバー                     | Pierrette Paquin and Donald Tobin                         | Mary Diane and David Ross                                 | フランセス・ダフォ and ノリス・ボーデン                       |
| 1952 | オシャワ                         | フランセス・ダフォ and ノリス・ボーデン                   | Joyce Kornacher and William de Nance, Jr.                 | Pierrette Paquin and Malcolm Wickson                          |
| 1953 | オタワ                           | Frances Abbott and David Ross                             | Patty Lou Montgomery and George Montgomery                | Marion Wattie and Harry Ball                                  |
| 1954 | カルガリー                       | Doreen Leech and Norman Walker                            | ジェラルディン・フェントン and ウイリアム・マクラクラン   | Claudette Lacaille and Jeffrey Johnston                       |
| 1955 | トロント                         | Lindis Johnston and Jeffrey Johnston                      | ジェラルディン・フェントン and Gordon Crossland           | Beverley de Nance and William de Nance                        |
| 1956 | ケンブリッジ                     | Lindis Johnston and Jeffrey Johnston                      | ジェラルディン・フェントン and ウイリアム・マクラクラン   | Beverley de Nance and William de Nance                        |
| 1957 | ウィニペグ                       | ジェラルディン・フェントン and ウイリアム・マクラクラン   | Beverley Orr and Hugh Smith                               | Elaine Protheroe and William Trimble                          |
| 1958 | オタワ                           | ジェラルディン・フェントン and ウイリアム・マクラクラン   | Beverley Orr and Hugh Smith                               | Svata Staroba and Mirek Staroba                               |
| 1959 | ルーアン・ノランダ               | ジェラルディン・フェントン and ウイリアム・マクラクラン   | Ann Martin and Edward Collins                             | Svata Staroba and Mirek Staroba                               |
| 1960 | レジャイナ                       | ヴァージニア・トンプソン and ウイリアム・マクラクラン     | Ann Martin and Gilles Vanasse                             | Svata Staroba and Mirek Staroba                               |
| 1961 | ラシーヌ                         | ヴァージニア・トンプソン and ウイリアム・マクラクラン     | Donna Lee Mitchell and John Mitchell                      | ポーレット・ドーン and ケネス・オームズビー                   |
| 1962 | トロント                         | ヴァージニア・トンプソン and ウイリアム・マクラクラン     | Donna Lee Mitchell and John Mitchell                      | ポーレット・ドーン and ケネス・オームズビー                   |
| 1963 | エドモントン                     | ポーレット・ドーン and ケネス・オームズビー               | Donna Lee Mitchell and John Mitchell                      | Carole Forrest and Kevin Lethbridge                           |
| 1964 | ノースベイ                       | ポーレット・ドーン and ケネス・オームズビー               | Carole Forrest and Kevin Lethbridge                       | Marilyn Crawford and Blair Armitage                           |
| 1965 | カルガリー                       | Carole Forrest and Kevin Lethbridge                       | Lynn Matthews and Bryon Topping                           | Gail Snyder and Wayne Palmer                                  |
| 1966 | ピーターボロ                     | Carole Forrest and Kevin Lethbridge                       | Gail Snyder and Wayne Palmer                              | Judy Henderson and John Bailey                                |
| 1967 | トロント                         | Joni Graham and Don Phillips                              | Judy Henderson and John Bailey                            | Maureen Peever and Wayne Palmer                               |
| 1968 | バンクーバー                     | Joni Graham and Don Phillips                              | Donna Taylor and Bruce Lennie                             | Mary Church and Tom Falls                                     |
| 1969 | トロント                         | Donna Taylor and Bruce Lennie                             | Mary Church and Tom Falls                                 | Hazel Pike and Phillip Boskill                                |
| 1970 | エドモントン                     | Mary Church and David Sutton                              | Hazel Pike and Phillip Boskill                            | Louise Lind and Barry Soper                                   |
| 1971 | ウィニペグ                       | Louise Lind and Barry Soper                               | Mary Church and David Sutton                              | Brenda Sandys and James Holden                                |
| 1972 | ロンドン                         | Louise Lind and Barry Soper                               | Barbara Berezowski and David Porter                       | Linda Roe and Michael Bradley                                 |
| 1973 | バンクーバー                     | Louise Soper and Barry Soper                              | Barbara Berezowski and David Porter                       | Linda Roe and Michael Bradley                                 |
| 1974 | モンクトン                       | Louise Soper and Barry Soper                              | Barbara Berezowski and David Porter                       | Linda Roe and Michael Bradley                                 |
| 1975 | ケベック                         | Barbara Berezowski and David Porter                       | Susan Carscallen and Eric Gillies                         | Shelley MacLeod and Bob Knapp                                 |
| 1976 | ロンドン                         | Barbara Berezowski and David Porter                       | Susan Carscallen and Eric Gillies                         | Lorna Wighton and John Dowding                                |
| 1977 | カルガリー                       | Susan Carscallen and Eric Gillies                         | Lorna Wighton and John Dowding                            | Debbie Young and Greg Young                                   |
| 1978 | ビクトリア                       | Lorna Wighton and John Dowding                            | Patricia Fletcher and Michael de la Penotiere             | Marie McNeil and ロバート・マッコール                         |
| 1979 | サンダーベイ                     | Lorna Wighton and John Dowding                            | Patricia Fletcher and Michael de la Penotiere             | Marie McNeil and ロバート・マッコール                         |
| 1980 | キッチナー                       | Lorna Wighton and John Dowding                            | Marie McNeil and ロバート・マッコール                     | Gina Aucoin and Hans Peter Ponikau                            |
| 1981 | ハリファックス                   | Marie McNeil and ロバート・マッコール                     | ケリー・ジョンソン and Kris Barber                        | Joanne French and ジョン・トマス                              |
| 1982 | ブランドン                       | トレイシー・ウィルソン and ロバート・マッコール           | ケリー・ジョンソン and Kris Barber                        | Joanne French and ジョン・トマス                              |
| 1983 | モントリオール                   | トレイシー・ウィルソン and ロバート・マッコール           | ケリー・ジョンソン and ジョン・トマス                     | カリン・ガロシーノ and ロドニー・ガロシーノ                   |
| 1984 | レジャイナ                       | トレイシー・ウィルソン and ロバート・マッコール           | ケリー・ジョンソン and ジョン・トマス                     | カリン・ガロシーノ and ロドニー・ガロシーノ                   |
| 1985 | モンクトン                       | トレイシー・ウィルソン and ロバート・マッコール           | カリン・ガロシーノ and ロドニー・ガロシーノ               | イザベル・デュシュネー and ポール・デュシュネー               |
| 1986 | ノースベイ                       | トレイシー・ウィルソン and ロバート・マッコール           | カリン・ガロシーノ and ロドニー・ガロシーノ               | ジョ＝アン・ボーラス and Scott Chalmers                       |
| 1987 | オタワ                           | トレイシー・ウィルソン and ロバート・マッコール           | カリン・ガロシーノ and ロドニー・ガロシーノ               | ジョ＝アン・ボーラス and Scott Chalmers                       |
| 1988 | ビクトリア                       | トレイシー・ウィルソン and ロバート・マッコール           | カリン・ガロシーノ and ロドニー・ガロシーノ               | Melanie Cole and Michael Farrington                           |
| 1989 | シクティミ                       | カリン・ガロシーノ and ロドニー・ガロシーノ               | Michelle McDonald and Mark Mitchell                       | ジョ＝アン・ボーラス and マーティン・スミス                   |
| 1990 | サドバリー                       | ジョ＝アン・ボーラス and マーティン・スミス               | Michelle McDonald and Mark Mitchell                       | Jacqueline Petr and Mark Janoschak                            |
| 1991 | サスカトゥーン                   | Michelle McDonald and マーティン・スミス                  | Jacqueline Petr and Mark Janoschak                        | Penny Mann and Juan-Carlos Noria                              |
| 1992 | モンクトン                       | Jacqueline Petr and Mark Janoschak                        | Penny Mann and Juan-Carlos Noria                          | Michelle McDonald and マーティン・スミス                      |
| 1993 | ハミルトン                       | シェイ＝リーン・ボーン and ヴィクター・クラーツ           | Penny Mann and Juan-Carlos Noria                          | Jacqueline Petr and Mark Janoschak                            |
| 1994 | エドモントン                     | シェイ＝リーン・ボーン and ヴィクター・クラーツ           | ジェニファー・ボイス and ミシェル・ブリュネ               | Martine Patenaude and Eric Masse                              |
| 1995 | ハリファックス                   | シェイ＝リーン・ボーン and ヴィクター・クラーツ           | ジェニファー・ボイス and ミシェル・ブリュネ               | Janet Emerson and Steve Kavanagh                              |
| 1996 | オタワ                           | シェイ＝リーン・ボーン and ヴィクター・クラーツ           | シャンタル・ルフェーブル and ミシェル・ブリュネ           | Janet Emerson and Steve Kavanagh                              |
| 1997 | バンクーバー                     | シェイ＝リーン・ボーン and ヴィクター・クラーツ           | シャンタル・ルフェーブル and ミシェル・ブリュネ           | メーガン・ウィング and アーロン・ロウ                         |
| 1998 | ハミルトン                       | シェイ＝リーン・ボーン and ヴィクター・クラーツ           | シャンタル・ルフェーブル and ミシェル・ブリュネ           | メーガン・ウィング and アーロン・ロウ                         |
| 1999 | オタワ                           | シェイ＝リーン・ボーン and ヴィクター・クラーツ           | シャンタル・ルフェーブル and ミシェル・ブリュネ           | メーガン・ウィング and アーロン・ロウ                         |
| 2000 | カルガリー                       | マリーフランス・デュブレイユ and パトリス・ローゾン       | メーガン・ウィング and アーロン・ロウ                     | Josee Piche and Pascal Denis                                  |
| 2001 | ウィニペグ                       | シェイ＝リーン・ボーン and ヴィクター・クラーツ           | マリーフランス・デュブレイユ and パトリス・ローゾン       | メーガン・ウィング and アーロン・ロウ                         |
| 2002 | ハミルトン                       | シェイ＝リーン・ボーン and ヴィクター・クラーツ           | マリーフランス・デュブレイユ and パトリス・ローゾン       | メーガン・ウィング and アーロン・ロウ                         |
| 2003 | サスカトゥーン                   | シェイ＝リーン・ボーン and ヴィクター・クラーツ           | マリーフランス・デュブレイユ and パトリス・ローゾン       | メーガン・ウィング and アーロン・ロウ                         |
| 2004 | エドモントン                     | マリーフランス・デュブレイユ and パトリス・ローゾン       | メーガン・ウィング and アーロン・ロウ                     | シャンタル・ルフェーブル and アルセニー・マルコフ             |
| 2005 | ロンドン                         | マリーフランス・デュブレイユ and パトリス・ローゾン       | メーガン・ウィング and アーロン・ロウ                     | シャンタル・ルフェーブル and アルセニー・マルコフ             |
| 2006 | オタワ                           | マリーフランス・デュブレイユ and パトリス・ローゾン       | メーガン・ウィング and アーロン・ロウ                     | テッサ・ヴァーチュ and スコット・モイア                       |
| 2007 | ハリファックス                   | マリーフランス・デュブレイユ and パトリス・ローゾン       | テッサ・ヴァーチュ and スコット・モイア                   | ケイトリン・ウィーバー and アンドリュー・ポジェ               |
| 2008 | バンクーバー                     | テッサ・ヴァーチュ and スコット・モイア                   | ケイトリン・ウィーバー and アンドリュー・ポジェ           | アリー・ハン＝マッカーディ and マイケル・コレノ               |
| 2009 | サスカトゥーン                   | テッサ・ヴァーチュ and スコット・モイア                   | ヴァネッサ・クローン and ポール・ポワリエ                 | ケイトリン・ウィーバー and アンドリュー・ポジェ               |
| 2010 | ロンドン                         | テッサ・ヴァーチュ and スコット・モイア                   | ヴァネッサ・クローン and ポール・ポワリエ                 | ケイトリン・ウィーバー and アンドリュー・ポジェ               |
| 2011 | ビクトリア                       | ヴァネッサ・クローン and ポール・ポワリエ                 | ケイトリン・ウィーバー and アンドリュー・ポジェ           | アレクサンドラ・ポール and ミッチェル・イスラム               |
| 2012 | モンクトン                       | テッサ・ヴァーチュ and スコット・モイア                   | ケイトリン・ウィーバー and アンドリュー・ポジェ           | パイパー・ギレス and ポール・ポワリエ                         |
| 2013 | ミシサガ                         | テッサ・ヴァーチュ and スコット・モイア                   | パイパー・ギレス and ポール・ポワリエ                     | ニコル・オーフォード and トーマス・ウィリアムズ               |
| 2014 | オタワ                           | テッサ・ヴァーチュ and スコット・モイア                   | ケイトリン・ウィーバー and アンドリュー・ポジェ           | アレクサンドラ・ポール and ミッチェル・イスラム               |
| 2015 | キングストン                     | ケイトリン・ウィーバー and アンドリュー・ポジェ           | パイパー・ギレス and ポール・ポワリエ                     | アレクサンドラ・ポール and ミッチェル・イスラム               |
| 2016 | ハリファックス                   | ケイトリン・ウィーバー and アンドリュー・ポジェ           | パイパー・ギレス and ポール・ポワリエ                     | エリザベット・パラディ and フランソワ＝グザヴィエ・ウェレット |
| 2017 | オタワ                           | テッサ・ヴァーチュ and スコット・モイア                   | ケイトリン・ウィーバー and アンドリュー・ポジェ           | パイパー・ギレス and ポール・ポワリエ                         |
| 2018 | バンクーバー                     | テッサ・ヴァーチュ and スコット・モイア                   | パイパー・ギレス and ポール・ポワリエ                     | ケイトリン・ウィーバー and アンドリュー・ポジェ               |
| 2019 | セントジョン                     | ケイトリン・ウィーバー and アンドリュー・ポジェ           | パイパー・ギレス and ポール・ポワリエ                     | ロランス・フルニエ・ボードリー and ニゴライ・サアアンスン     |
| 2020 | ミシサガ                         | パイパー・ギレス and ポール・ポワリエ                     | マージョリー・ラジョイ and ザカリー・ラガ                 | キャロラーヌ・ソシース and シェーン・フィルス                 |
| 2021 | COVID-19の世界的大流行により中止 | COVID-19の世界的大流行により中止                          | COVID-19の世界的大流行により中止                          | COVID-19の世界的大流行により中止                              |
| 2022 | オタワ                           | パイパー・ギレス and ポール・ポワリエ                     | ロランス・フルニエ・ボードリー and ニゴライ・サアアンスン | マージョリー・ラジョイ and ザカリー・ラガ                     |
| 2023 | オタワ                           | ロランス・フルニエ・ボードリー and ニゴライ・サアアンスン | マージョリー・ラジョイ and ザカリー・ラガ                 | マリー＝ジャード・ローリオ and ロマン・ルギャック             |
| 2024 | カルガリー                       | パイパー・ギレス and ポール・ポワリエ                     | マリー＝ジャード・ローリオ and ロマン・ルギャック         | アリシア・ファブリ and ポール・エイヤー                       |
| 2025 | ラヴァル                         | パイパー・ギレス and ポール・ポワリエ                     | マージョリー・ラジョイ and ザカリー・ラガ                 | アリシア・ファブリ and ポール・エイヤー                       |